# Ивон Мичел
Ивон Мичел (рођена Ивон Франсис Џозеф; 7. јул 1915 — 24. март 1979) била је енглеска глумица и списатељица. Након што је започела своју глумачку каријеру у позоришту, Мичел је напредовала у филмовима касних 1940-их. Њене улоге укључују Џулију у Би-Би-Си-јевој адаптацији романа Џорџа Орвела 1984. Повукла се из глуме 1977. године.

## Младост
Мичел је рођена као Ивон Френсис Џозеф, али је 1946. променила име у Ивон Мичел (без Франсис). Њени родитељи су били Мадге (Мичел) и Берти Џозеф. Њен рођак је био конзервативни посланик Кит Џозеф. Била је Јеврејка и школовала се у Сасексу у женској школи и Св. Павла у Лондону.

## Глума
Мичел је учила за глумачку каријеру у Лондонском позоришном студију, а свој професионални деби остварила је 1939. године. Већ као искусна сценска глумица, дебитовала је у филму Пикова дама (1949), иако је осам година раније играла некредитовану мању улогу у Love on the Dole.
Остварила је неколико истакнутих филмских улога у наредне три деценије, освојивши Британску филмску награду за Подељено срце (1954) и Сребрног медведа за најбољу глумицу на 7. Берлинском међународном филмском фестивалу за Жену у хаљини (1957). Појавила се као Милдред у контроверзном филму Сафир (1959).
Мичел је 1953. проглашена за 'Телевизијску глумицу године' од стране новина Дејли мејл.  Следеће године, појавила се у још једној књижевној адаптацији у улози Џулије, са Питером Кушингом као Винстоном Смитом, у њиховој адаптацији 1984. Њена последња улога на екрану била је у научно-фантастичкој серији ББЦ-ја 1990 (1977.).

## Ивон као писац
Осим глуме, Ивон је такође била афирмирани аутор, написала је неколико књига за децу и одрасле, а такође је и освојила награде за писање драма. Написала је хваљену биографију француске списатељице Колет, а њена аутобиографија је објављена 1957. године.

## Лични живот
Мичел је била удата за новинара, филмског и позоришног критичара и романописца Дерека Монсија (1921–1979). Живели су у једном селу на југу Француске.
Мичел је умрла  од рака, са 63 године, 1979. Монси је умро исте године, отприлике месец дана раније. Њихова ћерка Корделија Монси је позоришна редитељка и дугогодишња сарадница сер Питера Хола и сер Тревора Нана. Унук Ивон Мичел је бубњар и виолиниста, Мич Мекгуган.